# Waterford Wedgwood
Die Waterford Wedgwood plc mit Sitz im irischen Waterford war eine Dachgesellschaft, spezialisiert auf die Herstellung von hochwertigem Porzellan und Kristallglas. Das Unternehmen erwirtschaftete im Geschäftsjahr 2008 mit insgesamt 8.089 Mitarbeitern einen Umsatz von 671,8 Millionen Euro. Nach wirtschaftlicher Krise und Umstrukturierungen gehören die Marken 'Waterford' und 'Wedgwood' seit 2015 zum Fiskars-Konzern.

## Geschichte
Die Keramikfabrik Wedgwood wurde 1759 von Josiah Wedgwood in Stoke-on-Trent gegründet. 1986 erfolgte die Übernahme durch den irischen Kristallglashersteller Waterford, dessen Gründung auf das Jahr 1783 zurückgeht. Infolge der Übernahme entstand die Dachgesellschaft, die unter den Namen beider Traditionsmarken auftritt.
Anfang 1997 nutzte Waterford Wedgwood die Absatzkrise der bayerischen Rosenthal AG und erwarb zunächst eine Beteiligung von 9,1 Prozent. Im Jahresverlauf stieg Waterford Wedgwood mit 61,5 Prozent der Anteile zum Mehrheitsaktionär auf. Bis 2008 stieg der Aktienanteil auf 89,9 Prozent.
Am 5. Januar 2009 beantragte die Konzernmutter Insolvenz für die finanziell angeschlagene Tochter. Aber auch der irische Konzern musste Insolvenz anmelden. Unter dem Dach des US-amerikanischen Investmentunternehmen KPS Capital Partners wurde das Unternehmen 2009 als WWRD Holding (Waterford Wedgwood Royal Doulton) neu geordnet. 
Im Sommer 2009 wurde Rosenthal für einen Kaufpreis von angeblich 35 Millionen Euro an den italienischen Besteckhersteller Sambonet Paderno verkauft. Der Vertrieb des Schweizer Küchengeschirrherstellers Spring wurde an das Solinger Unternehmen Küchenprofi vergeben.
Im Mai 2015 erklärte sich Fiskars, ein finnischer Hersteller von Haushaltsprodukten, bereit, 100 % der Anteile von WWRD zu erwerben. Am 2. Juli 2015 wurde die Übernahme von WWRD durch die Fiskars Corporation abgeschlossen, einschließlich der Marken Waterford, Wedgwood, Royal Doulton, Royal Albert und Rogaška. Die Übernahme wurde von den US-Kartellbehörden genehmigt.

## Unternehmensstruktur
Zur Waterford Wedgwood plc gehörten die Unternehmen:
- Waterford Crystal
- Josiah Wedgwood & Sons
- Royal Doulton
- Cashs of Ireland

## Produkte
Zu den wichtigsten Produkten des Unternehmens zählten:
- Gläser (Weingläser, Sektgläser, Vasen etc.)
- Porzellane (Service, Gedecke, WC-Utensilien)
- Beleuchtungseinheiten (Wandarmaturen, Tischlampen, Kron- und Kerzenleuchter)